# Adam Bielański
Adam Bielański (* 14. Dezember 1912 in Krakau, Österreich-Ungarn; † 4. September 2016 in Krakau, Polen) war ein polnischer Chemiker und Professor an der Jagiellonen-Universität. Er war Mitglied der Polnischen Akademie der Wissenschaften. Er war Autor mehrerer Universitätsbücher über anorganische Chemie, von denen viele zu den Standardlehrbüchern für Studenten an den meisten Universitäten in Polen gehören.
Sein Vater hieß ebenfalls Adam Bielański. Sein Bruder Władysław Bielański (1911–1982) war Professor für Biologie, ebenso wie seine Schwester Zofia Bielańska-Osuchowska. Er wurde im Dezember 2012 100 Jahre alt und starb 2016 im Alter von 103 Jahren.

## Auszeichnungen
- Medal 10-lecia Polski Ludowej
- Medal 40-lecia Polski Ludowej